# 淮塔站
淮塔站是徐州地铁2号线与3号线的地铁车站，是一个换乘站，位于中华人民共和国江苏省徐州市泉山区解放南路与淮塔东路交叉口，2号线车站于2020年11月28日开通，3号线车站于2021年6月28日开通。

## 车站结构
淮塔站位于解放南路与淮塔东路交叉口，2号线车站沿解放南路南北设置，为地下三层岛式站台车站，车站长170.9米，标准段宽22.7米，车站地下一层为站厅层，地下三层为站台层，站台设置全高站台门。3号线车站沿淮塔东路东西设置，为地下二层岛式站台车站，车站长304.6米，标准段宽22.7米，车站地下一层为站厅层，地下二层为站台层，站台设置全高站台门。两线站厅相通，换乘采用L型换乘形式，换乘节点连接2号线站台北侧与3号线站台西侧。

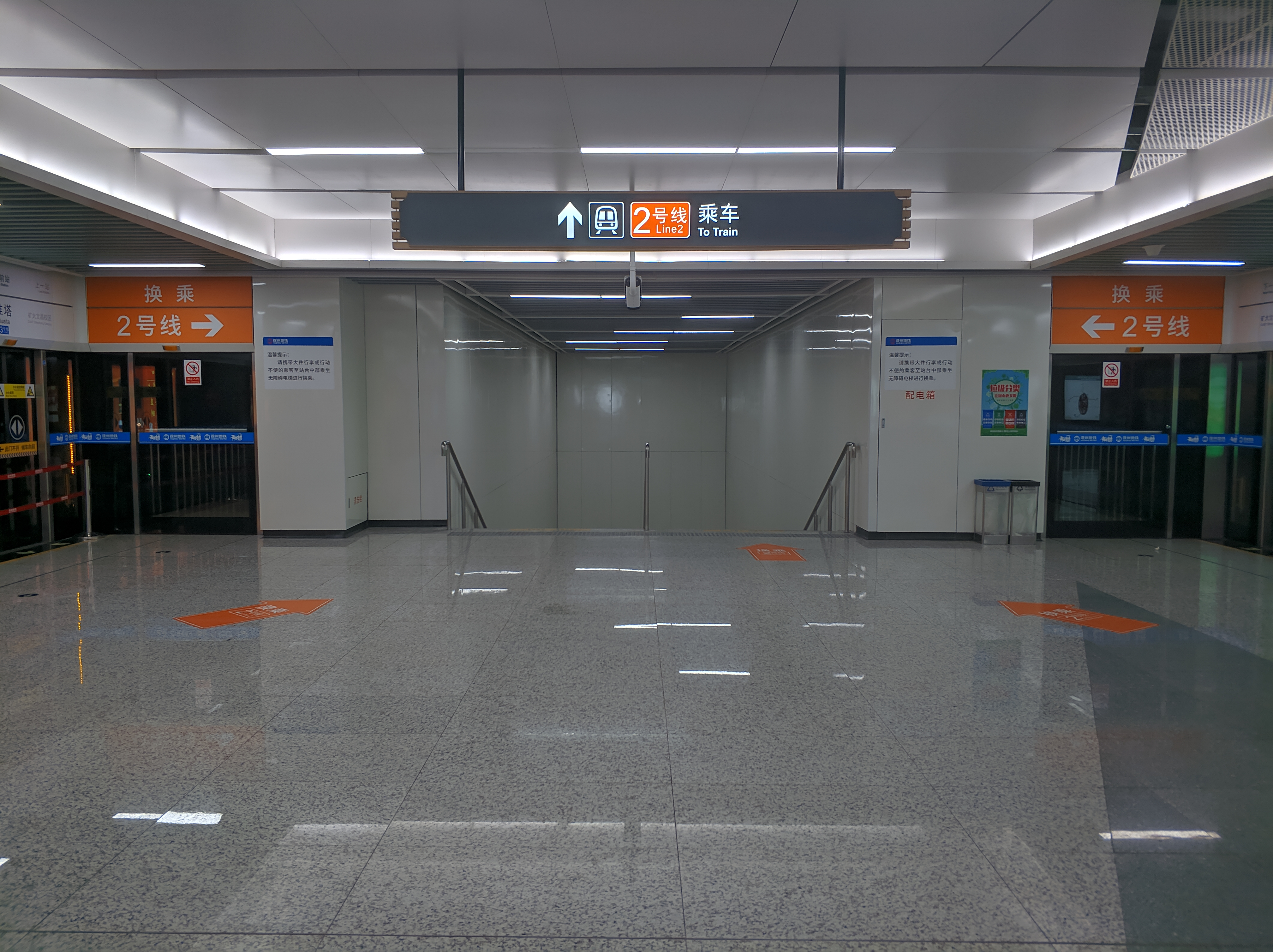
3号线站台换乘通道口

3号线在车站东侧设有单渡线，同时，该站东北侧有2号线与3号线单线联络线，连接2号线北行正线与3号线西行正线。
|                   |  | █ 3号线往银山（矿大文昌校区） |
| 島式 · 開左邊车门 |  |                               |
|                   |  | █ 3号线往振兴大道（和平大桥） |

|                   |  | █ 2号线往客运北站（中心医院） |
| 島式 · 開左邊车门 |  |                               |
|                   |  | █ 2号线往新城区东（科技城）   |

## 车站出口
淮塔站目前开放4个出入口，各出口及周围设施如下所示：
| 出口编号            | 照片 | 出口指示         | 建议前往的目的地                   |
| ------------------- | ---- | ---------------- | ---------------------------------- |
| 1 · 出口            |      | 解放南路（西侧） | 淮海战役烈士纪念塔                 |
| 2 · 出口 · （设有） |      | 解放南路（东侧） | 徐州市奎园医院 奎园小学            |
| 3 · 出口            |      | 淮塔东路（南侧） | 奎园小区                           |
| 5 · 出口 · （设有） |      | 淮塔东路（北侧） | 奎园农贸市场 奎山公园 铜山老年大学 |
| 图例： 设有         |      |                  |                                    |

## 接驳交通

### 公交车
- 奎园西门：11路，11路附，19路，35路，36路，51路，61路，64路，72路夜
- 奎园北门：14路夜，20路，36路，65路，72路夜，118路，118路附，601路，603路，快线K3路

## 车站历史
本站工程名为淮塔东路站，正式站名为淮塔山站，以车站临近的淮海战役纪念塔命名。
- 2019年7月31日，2号线车站主体结构封顶[7]。
- 2020年
  - 5月26日，3号线车站主体结构封顶[8]。
  - 11月28日，车站随2号线一期通车开通[1]。
- 2021年6月28日，3号线一期通车，车站成为换乘车站[2]。